# Чичен Ица
Чичѐн Ица̀ (на испански: Chichén Itzá) е археологически обект, древен град, представлявал политически, културен и религиозен център, приписван на цивилизацията на маите преди идването на Христофор Колумб и намиращ се в северната част на полуостров Юкатан, Мексико. В превод на езика на местните племена името означава „Кладенецът на племето Ица“. От друга страна ица на испански често е превеждано като „магьосниците на водата“.

## История
Най-вероятно градът е основан през VIII-IX век. През X век е превзет от толтеките, а век по-късно става столица на толтекската държава. През 1178 година е разгромен от обединените войски на трите града-държави Маяпан, Ушмал и Ицмал, управлявани от Хунак Кел. По време на испанските завоевания в средата на XVI век е в развалини.
Северен Юкатан е сухо място и всички реки са подземни (в редки случаи са над земята). Съществуват два големи, природни източника на вода, наречени сеноте. Те представляват дълбоки и широки кладенци, които са осигурявали достатъчно вода през цялата година. Единият от тези кладенци е наречен Свещен сеноте. Маите са извършвали жертвоприношения тук в чест на бога на дъжда Чаак. Един от изследователите, Едуард Хурбърт Томас, пресушава Свещения сеноте от 1904 до 1910 година и намира златни предмети, както и човешки останки.

## Археология
На територията на Чичен Ица нееднократно са провеждани разкопки и са открити различни битови и ритуални предмети като съдове, други грънчарски и златни изделия на маите и толтеките.

## Забележителности
- храмът Кукулкан – 9-стъпална пирамида (висока 24 метра) с широки стълбища на 4-те страни
- 4-стъпалната пирамида
- храмът на войните
- храмът на ягуарите
- обсерваторията Каракол
- статуи на божествата
- релефи
- Свещеният сеноте – дълбок около 50 m, служил за жертвоприношения

Пирамидата Кукулкан (El Castillo) е храмово съоръжение, оцеляло сред останките на древния град на маите Чичен Ица на полуостров Юкатан в Мексико. Бог Кукулкан на маите е аналог на бог Кетцалкоатъл при ацтеките. Вътре в пирамидата (входа се намира от северната страна) е разположен храм с две стаи. Височината на пирамидата е 30 m, дължината на страните ѝ е 55 m. Има стълба с 365 стъпала, водеща нагоре, символизиращи дните на годината. В храма на върха на пирамидата са били принасяни в жертва на Кетцалкоатъл пленени войни от вражеските армии. Върху каменна маса са поставяли жертвата, четирима помощника на главния жрец са хващали ръцете и краката ѝ, а самият главен жрец е изтръгвал сърцето на жертвата и го е полагал в краката на божеството. След това жертвата е била изхвърляна надолу по стъпалата на пирамидата. Освен като храм, пирамидата най-вероятно е действала като календар. Всяка година през есенното и пролетното равноденствие (21 март и 23 септември) може да се наблюдава уникалния спектакъл на „Пернатият змей“. Всяка тераса от пирамидата представлява всеки месец от техния годишен календар. Всяко изградено стъпало показва един ден от техния календар. Според археолози и геолози има образувано пето езеро (кладенец – сенот), под древната пирамида в Мексико, Ел Кастио.

## Туризъм
Днес градът на маите и толтеките е популярна туристическа дестинация, включен е в Списъка на световното културно и природно наследство на ЮНЕСКО и е втори най-популярен сред туристите на археологически обекти в Мексико. През 2007 г. градът на маите е обявен за едно от новите седем чудеса на света.